# Sar (supergrupa)
Sar – takson eukariotów o statusie supergrupy.
Takson zaproponowany został jako zawierający trzy grupy, od których pierwszych liter pochodzi jego nazwa: stramenopile, alweolaty oraz rhizaria.
Na jego określenie, gdy występuje w randze podkrólestwa, używany jest również termin Harosa.

## Systematyka
Według Adla należą tutaj następujące klady:
- Stramenopiles Patterson 1989, emend. Adl et al. 2005
  - Opalinata Wenyon, 1926 przywrócony przez Cavalier-Smith, 1997
  - Blastocystis Alexeev, 1911
  - Bicosoecida Grasse, 1926 przywrócony przez Karpov, 1998
  - Placidida Moriya i inni, 2002
  - Labyrinthulomycetes Dick, 2001
  - Hyphochytriales Sparrow, 1960
  - Peronosporomycetes Dick, 2001
  - Actinophryidae Claus, 1874 przywrócony przez Hartmann 1926
  - Bolidomonas Guillou i Chre´tiennot-Dinet, 1999
  - Chrysophyceae Pascher, 1914
  - Dictyochophyceae Silva, 1980
  - Eustigmatales Hibberd, 1981
  - Pelagophyceae Andersen i Saunders, 1993
  - Phaeothamniophyceae Andersen i Bailey w Bailey i inni, 1998
  - Pinguiochrysidales Kawachi i inni, 2003
  - Raphidophyceae Chadefaud, 1950 przywrócony przez Silva. 1980
  - Synurales Andersen, 1987
  - Xanthophyceae Allorge, 1930 przywrócony przez Fritsch, 1935
  - Phaeophyceae Hansgirg, 1886
  - Schizocladia Henry i inni w Kawai i inni, 2003
  - Diatomea Dumortier, 1821
- Alveolata Cavalier-Smith, 1991
  - Protalveolata Cavalier-Smith. 1991 przywrócony przez Adl i inni, 2012
  - Dinoflagellata Bütschli, 1885 przywrócony przez Fensome i inni, 1993 przywrócony przez Adl i inni, 2005
  - Apicomplexa Levine, 1980 przywrócone przez Adl i inni, 2005
  - Ciliophora Doflein, 1901
- Rhizaria Cavalier-Smith, 2002
  - Cercozoa Cavalier-Smith, 1998 przywrócony przez Adl i inni, 2005
  - Retaria Cavalier-Smith, 2002